# 費爾黑文鎮區 (伊利諾伊州卡羅爾縣)
費爾黑文鎮區（英語：Fairhaven Township）是位於美國伊利諾伊州卡洛爾縣的一個行政鎮區。

## 地方資料
根據2010年美國人口普查的數據，費爾黑文鎮區的面積為98.90平方千米，當中陸地面積為98.90平方千米，而水域面積為0.00平方千米。當地共有人口864人，而人口密度為每平方千米8.74人。